# Петрова Гора (Лобор)
Петрова Гора је насељено место у саставу општине Лобор у Крапинско-загорској жупанији, Хрватска. До територијалне реорганизације у Хрватској налазила се у саставу старе општине Златар-Бистрица.

## Становништво
На попису становништва 2011. године, Петрова Гора је имала 464 становника.

## Попис1991.
На попису становништва 1991. године, насељено место Петрова Гора је имало 532 становника, следећег националног састава:
| Попис 1991.‍ | Попис 1991.‍ | Попис 1991.‍ | Попис 1991.‍ | Попис 1991.‍ |
| ----------- | ----------- | ----------- | ----------- | ----------- |
|             |             |             |             |             |
| Хрвати      | Хрвати      |             | 526         | 98,87%      |
| Руси        | Руси        |             | 1           | 0,18%       |
| Словенци    | Словенци    |             | 1           | 0,18%       |
| непознато   | непознато   |             | 4           | 0,75%       |
| укупно: 532 |             |             |             |             |